# 布爾什滕
布爾什滕（羅馬化：Burshtyn）是乌克兰西部伊万诺-弗兰科夫斯克州伊万诺-弗兰科夫斯克区布尔什滕市级市镇内的城市及其行政中心，位于哈利奇以北。它可以通过铁路到达，2025年普查顯示人口有12,500人。
该镇是犹太城镇之一，其名称在乌克兰语和波兰语中的字面意思是琥珀，仅在1993年被授予城市地位，并在哈利奇區拥有特殊的行政地位。作为 從1944年至1962年的市級鎮，它是该地区的主要城镇。市中心有一座古老的天主教教堂，于21世纪初进行了修复。它在苏联时期发展迅速，人口显着增长。在行政上，布爾什滕被列为州辖市。
這城的地标之一是該市的煤電廠。最特別的是，它是烏克蘭首個與歐洲的電網連接的電廠，在2003年已連接，比全國其他的地方早19年。這城也以它的足球俱乐部而闻名。

## 历史
第一次提到这个小镇是在1596年的一本哈利奇的历史书中，它被称为新村（Nove Selo），雖然小镇的建立可以追溯到 1554 年。在16世纪末，该镇属于波兰的贵族土地。1629年10月，這城附近发生了一场著名的战斗，登记在册的哥萨克人和皇家军队击败了鞑靼族的袭击者，並从贝尔茨带回了战利品。 从 1630年开始，這城為波蘭大亨普魯士三世所擁有。在1629年與1675年的波土战争期间，这座城市多次被鞑靼人和土耳其人的袭击摧毁。1866年9月1日，第一列從利沃夫到切尔诺夫策的火车穿过該城的車站。

### 弗朗茨·莫扎特
在1809 年，莫扎特的儿子弗朗兹接受了奧地利皇室的侍從，並同意為一位皇室代表的兒女提供音樂教學，他因此在這城住了兩年。在此期間，他組織了第一個教會以外的合唱團，上演了不同的戲劇，也經常為該城地主的客人舉辦音樂會，更在那裡演奏了他父親的第一部音樂作品。

### 該城猶太人的滅絕
這城有一座古老的犹太公墓，就是曾有一個繁荣的犹太社区的唯一遗嘱。 在1942年時，曾有1,700名犹太人居住在這城，當納粹德军于7月进入城時，乌克兰的民兵還繼續控制了几个星期。在那段时间，烏克蘭的軍隊发起了一场针对犹太人的大屠杀。乌克兰人整夜喝酒庆祝，而犹太人就在街上遭到逮捕、毆打，財產也都被洗劫一空。就算有一些猶太人的領袖聚集在会堂里，也同樣受到了羞辱、毆打和被迫剃掉鬍子。當納粹德軍取得控制權時，他們建立了一個隔都，並征召猶太人在該鎮和周邊地方強迫地為[德軍勞動。许多人在该镇被德国的安全部门和乌克兰的辅助警察杀害。大部分的犹太人在1942年9月和10月都被围捕，並被送往贝尔熱茨，在那里他们立即被谋杀，或者被送往罗哈廷隔都，后来很多都被谋杀或被送往贝尔熱茨。犹太人墓地建于18世纪，而最后一个已知的哈西迪派犹太人的葬禮在這城在1940年代舉行。

### 行政區劃
直到2014年3月11日，它一直屬於哈利奇區。随后，直到2020年7月18日，這城被定為州轄市。作为乌克兰行政改革的一部分，所有州辖市在2020年7月都被废除，並把伊万诺-弗兰科夫斯克州的区数减到六个。至今，它屬於伊万诺-弗兰科夫斯克區的一部分。

## 環境污染
2010年根據烏克蘭國家統計委員會的數據編制的《通訊員》雜誌的評級顯示，烏克蘭城市的企業和交通向大氣排放有害物質的程度，布爾什滕在烏克蘭污染最嚴重的城市居第三位，僅次於克里维里赫和马里乌波尔。
該市最大的污染者是該市的煤電廠，也是烏克蘭環境污染10個對象之一。

## 合作交流城市
- 法國 索尔比耶

## 著名的居民
- 莫扎特的兒子弗朗兹·莫扎特曾在1809年住在该镇
- Ludwik Finkel (1858 - 1930) ——波兰历史学家， 利沃夫大學校長
- Zdzislaw Adamczyk (1886 - 1940) ——波兰陆军上校，扎科帕内市长，在卡廷大屠殺中被内务人民委员部杀害
- 米卡·牛顿 (1986 - ）——乌克兰的流行歌手和欧洲歌唱大赛参与者

## 画廊

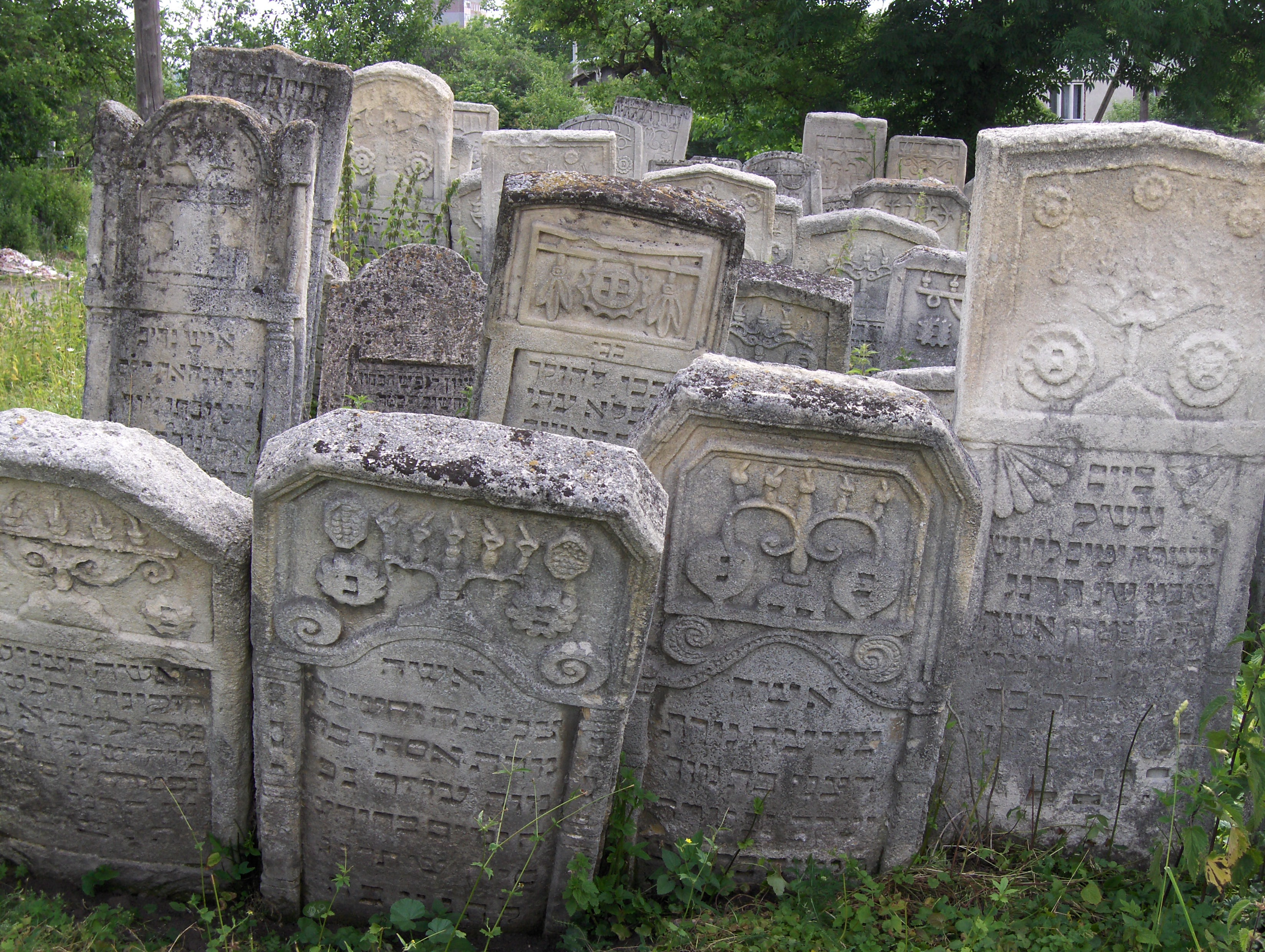
布爾什滕的舊猶太公墓
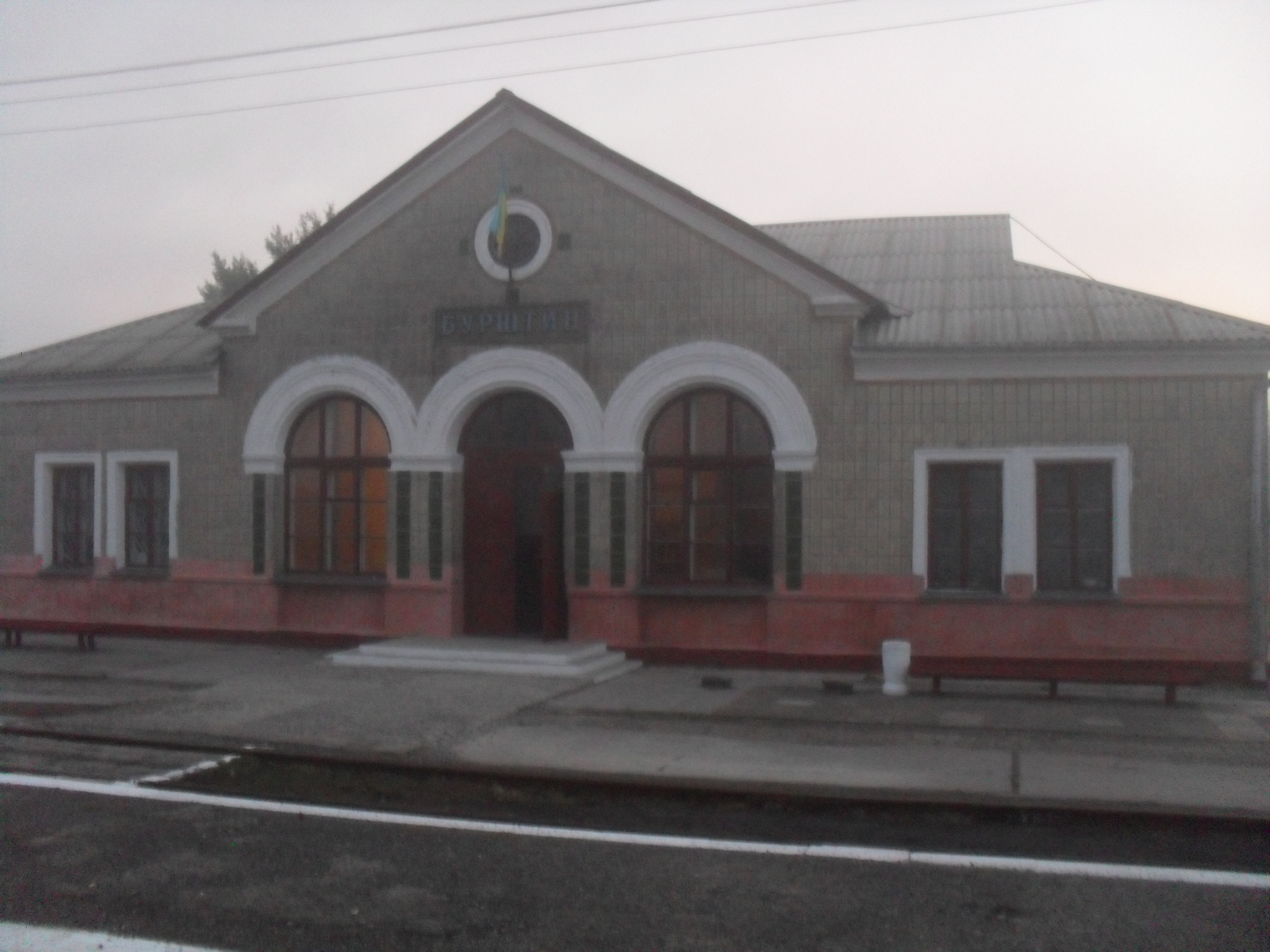
布爾什滕的火車站
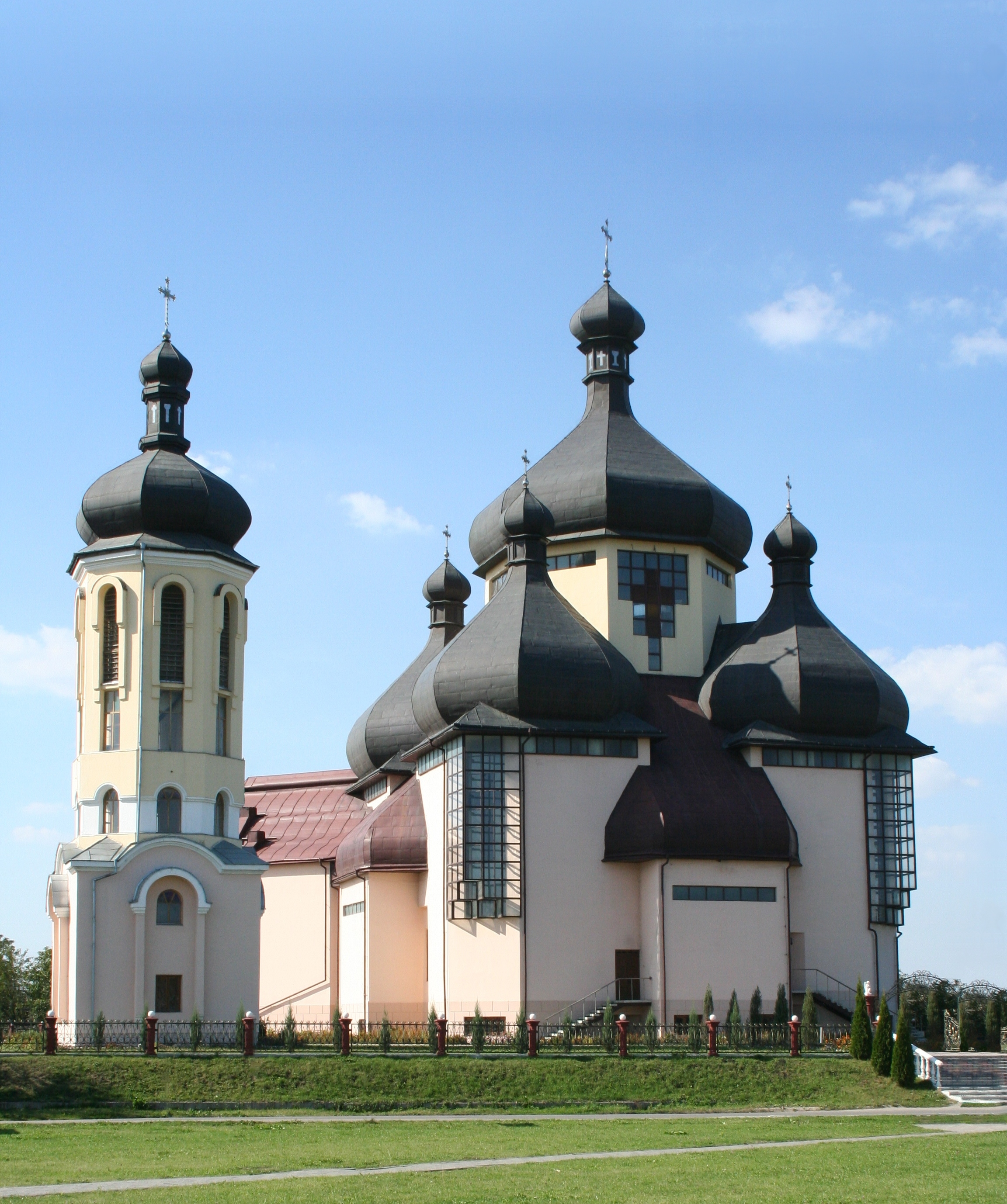
布爾什滕的大教堂